# لوتوس مارک ۶
لوتوس مارک وی‌آی (Lotus Mark VI) خودرویی است که در سال‌های ۱۹۵۲ تا ۱۹۵۷تولید شده‌است. 
این خودرو در کلاس خودرو اسپورت قرار گرفته، است. سیستم جعبه‌دندهٔ آن به صورت دستی است.